# NGC 4119
NGC 4119 = NGC 4124 = IC 3011 ist eine linsenförmige Galaxie vom Hubble-Typ S0-a im Sternbild Jungfrau auf der Ekliptik. Sie ist schätzungsweise 71 Millionen Lichtjahre von der Milchstraße entfernt.
Das Objekt wurde am 18. Januar 1784 vom deutsch-britischen Astronomen Wilhelm Herschel entdeckt.